# Nicolas Peifer
Nicolas Peifer, né le 18 octobre 1990 à Strasbourg, est un joueur professionnel de tennis en fauteuil.
Double champion paralympique double en 2016 à Rio et 2021 à Tokyo avec Stéphane Houdet, il a aussi remporté sept tournois du Grand Chelem.

## Carrière

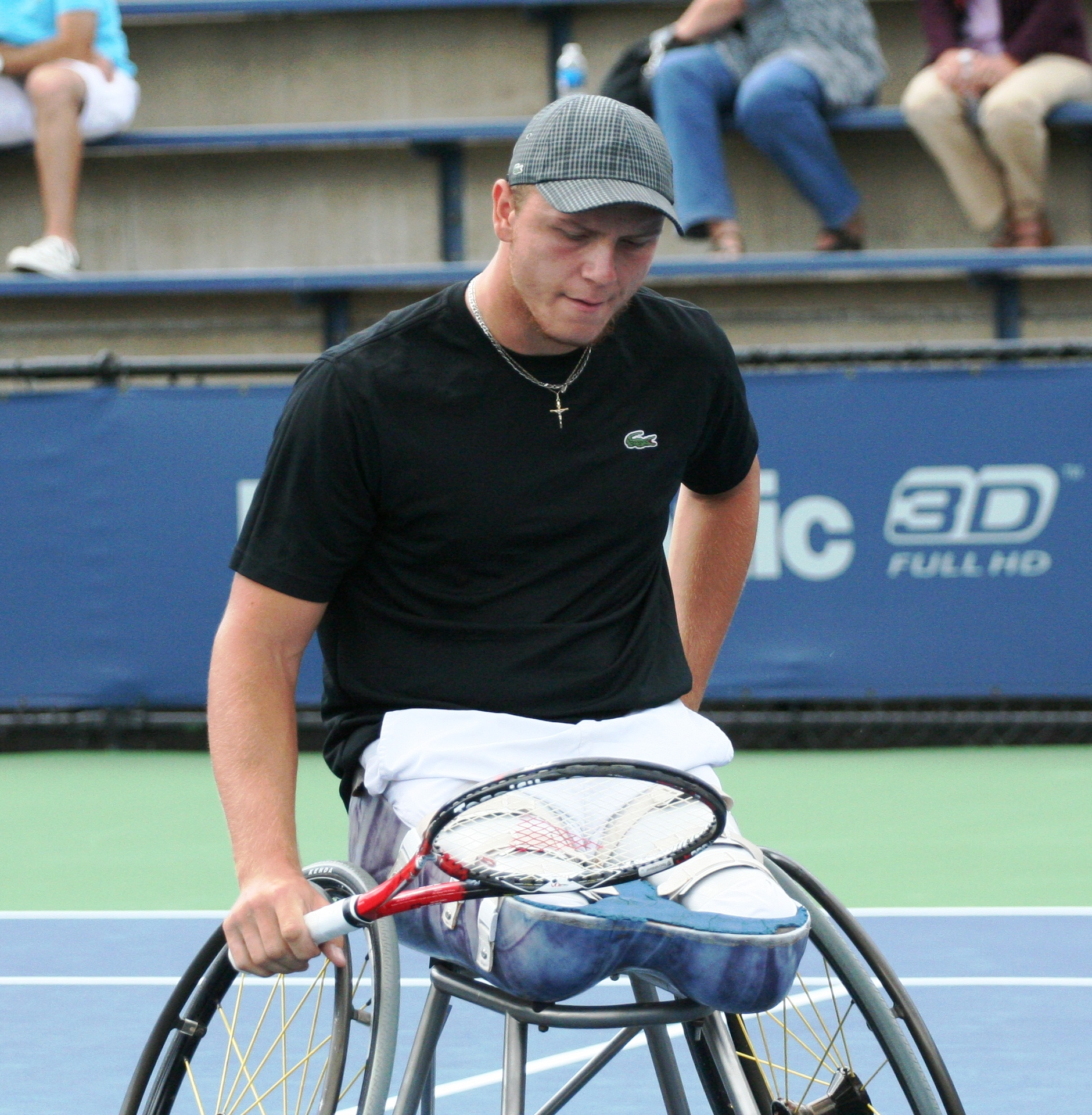
Nicolas Peifer à l'US Open en 2010.

Amputé des deux jambes depuis l'âge de 4 ans à la suite d'une maladie, Nicolas Peifer pratique tout d'abord la natation et devient champion de France du 100m 4 nages à 10 ans chez les moins de 16 ans.
Numéro un mondial junior début 2007, il obtient ses premiers succès en 2008 lorsqu'il remporte l'Open de Sardaigne en battant Stéphane Houdet. Il débute en Grand Chelem à Roland-Garros avec une défaite face à Shingo Kunieda. Il est sélectionné pour les Jeux paralympiques de Pékin où il atteint le 3e tour, participe au Masters et termine sa saison dans le top 10.
En 2011, il remporte ses premiers tournois du Grand Chelem à Roland-Garros avec Kunieda puis à l'US Open aux côtés d'Houdet. En 2015, il remporte à Johannesbourg son premier Super Series en simple. Début 2016, il remporte son second titre dans cette catégorie à Sydney contre le Britannique Gordon Reid puis le conserve l'année suivante aux dépens cette fois-ci d'Alfie Hewett.
Partenaire de double de Frédéric Cattaneo puis de Michaël Jeremiasz, il fait équipe depuis 2016 avec Stéphane Houdet. Les deux hommes sont double champions paralympiques, vainqueurs de cinq titres en Grand Chelem (dont les Internationaux de France en 2017 et 2018) et quinze en Super Series. Lors des Jeux paralympiques de Rio de Janeiro en 2016, ils s'imposent en finale face aux Britanniques Alfie Hewett et Gordon Reid (6-2, 4-6, 6-1). Quart de finaliste en simple à Tokyo en 2021, battu par Hewett, il parvient à défendre son titre en double, toujours avec Houdet face à la même paire. Ils renversent la situation pour s'imposer sur le fil au tie-break (7-5, 0-6, 7-63).

## Palmarès

### Jeux paralympiques
- Jeux paralympiques d'été de 2012 à Londres
  -  médaillé d'argent en double messieurs avec Frédéric Cattaneo

- Jeux paralympiques d'été de 2016 à Rio
  -  médaillé d'or en double messieurs avec Stéphane Houdet
- Jeux paralympiques d'été de 2020 à Tokyo
  -  médaillé d'or en double messieurs avec Stéphane Houdet

### Tournois du Grand Chelem

#### Victoires en double (7)
| Année | Tournoi          | Partenaire          | Adversaires en finale           | Score            |
| 2011  | Roland-Garros    | Shingo Kunieda      | Robin Ammerlaan Stefan Olsson   | 6-2, 6-3         |
| 2011  | US Open          | Stéphane Houdet     | Maikel Scheffers Ronald Vink    | 6-3, 6-1         |
| 2015  | Wimbledon        | Gustavo Fernández   | Michaël Jeremiasz Gordon Reid   | 7-5, 5-7, 6-2    |
| 2016  | Open d'Australie | Stéphane Houdet     | Shingo Kunieda Gordon Reid      | 6-3, 3-6, 7-5    |
| 2017  | Roland-Garros    | Stéphane Houdet     | Alfie Hewett Gordon Reid        | 6-4, 6-3         |
| 2018  | Open d'Australie | Stéphane Houdet     | Alfie Hewett Gordon Reid        | 6-4, 6-2         |
| 2018  | Roland-Garros    | Stéphane Houdet     | Frédéric Cattaneo Stefan Olsson | 6-1, 7-65        |
| 2022  | US Open          | Martín de la Puente | Alfie Hewett Gordon Reid        | 4-6, 7-5, [10-6] |

#### Finales
- Open d'Australie :
  - en simple messieurs en 2012 et 2017
  - en double messieurs en 2011 et 2012 avec Stéphane Houdet

- Roland-Garros :
  - en simple messieurs en 2011
  - en double messieurs en 2014 et 2015 avec Gustavo Fernández, en 2019 et 2021 avec Stéphane Houdet

- Wimbledon :
  - en double messieurs en 2008, 2016 et 2017 avec Stéphane Houdet

- US Open :
  - en simple messieurs en 2010
  - en double messieurs en 2010 avec Jon Rydberg, en 2015 avec Michaël Jeremiasz, en 2017 et 2018 avec Stéphane Houdet

### Masters

#### Victoires en double (3)
| Année | Lieu          | Partenaire      | Finalistes                         | Résultat       |
| ----- | ------------- | --------------- | ---------------------------------- | -------------- |
| 2016  | Mission Viejo | Stéphane Houdet | Gustavo Fernández / Joachim Gérard | 2-6, 6-2, 7-5  |
| 2018  | Bemmel        | Stéphane Houdet | Joachim Gérard / Stefan Olsson     | 1-6, 6-3, 7-63 |
| 2019  | Orlando       | Stéphane Houdet | Joachim Gérard / Stefan Olsson     | 6-1, 6-2       |

## Distinctions
- Chevalier de la Légion d'honneur le 1er décembre 2016[7]
- Chevalier de l'ordre national du Mérite le 31 décembre 2012[8]
- Officier de l'ordre national du Mérite le 8 septembre 2021[9]